# 존 브라우닝
존 모지스 브라우닝(John Moses Browning, 1855년 1월 21일 ~ 1926년 11월 26일)은 미국의 총기 전문가이다. 1855년 미국 유타주 오그던에서 출생했다.
40년간 막대한 총기를 발명하여 자동화기의 아버지라 불리었고, 브라우닝총으로 매우 유명하다.
M-16 소총을 개발한 유진 스토너, 존 브라우닝, 존 개런드는 20세기 최고의 미국인 총기 제작자로 평가받고 있다.
사망 후 1927년 브라우닝사가 설립되었다. 1977년 브라우닝사는 벨기에의 FN 에르스탈에 인수합병되었다.
브라우닝은 현대의 자동, 반자동 총기의 개발에 있어서 매우 중요한 인물로서, 128개의 관련 특허를 받았다.
브라우닝은 13살에 아버지의 총포점에서 최초로 총기를 제작했고, 24세인 1879년 10월 7일 최초로 총기관련 특허를 취득했다.

## 같이 보기
- 브라우닝 암즈 컴퍼니
- 지크자우어